# Przemysław Duda
Przemysław Duda (ur. 12 stycznia 1990 we Wrocławiu) – polski neurobiolog, lekarz, autor powieści fantastycznych, tłumacz.

## Życiorys
Ukończył Uniwersytet Wrocławski na Wydziale Nauk Biologicznych oraz Uniwersytet Medyczny im. Piastów Śląskich we Wrocławiu na Wydziale Lekarskim. Stopień naukowy doktora nauk biologicznych uzyskał w 2019 roku. Jest współautorem wielu publikacji naukowych.
W 2022 roku nominowany do nagrody im. Janusza A. Zajdla w kategorii powieść za utwór pt. Kompania cieni.

## Twórczość

### Powieści

#### Cykl: „Kronika szarego człowieka”[4]
- Więzień Oswobodzony – Miecze i słowa (wyd. Planeta Czytelnika)[5]
- Więzień Oswobodzony – Pięć pustych tronów (wyd. Planeta Czytelnika)[6]
- Więzień Oswobodzony – Drogi donikąd (wyd. Planeta Czytelnika)[7]
- Kompania cieni (wyd. Planeta Czytelnika)[8]

#### Pozostałe powieści
- Dzikie gęsi (wyd. Planeta Czytelnika)[9]
- Wrzeciona snu (wyd. Planeta Czytelnika)[10]
- Róże cmentarne (wyd. Planeta Czytelnika)[11]

### Opowiadania
- Kubeczek (w: Lazaret – antologia kliniczna; wyd. Planeta Czytelnika)[12]
- Historia naturalna (współautorstwo z Michałem Gadalskim; w: Lazaret – antologia kliniczna; wyd. Planeta Czytelnika)[13]
- Dobrzej spod Ostrowca (współautorstwo z Michałem Gadalskim; w: Martwce – antologia wampiryczna; wyd. Planeta Czytelnika)[14]
- Delirium solaneum (w: Tomatoza – antologia pomidorrorowa; wyd. Planeta Czytelnika)[15]
- Wewnętrzny nieporządek (w: Exterra – antologia science fiction; wyd. Planeta Czytelnika)[16]
- Uncja chciwości (współautorstwo z Michałem Gadalskim; w: Kipiel – antologia morska; wyd. Planeta Czytelnika)[17]

## Tłumaczenia
- Czas Obcych (autor: Mort Castle; wyd. Planeta Czytelnika)[18]
- W paszczy szaleństwa (autor: Graham Masterton, Karolina Mogielska; w: Lazaret – antologia kliniczna; wyd. Planeta Czytelnika)[19]
- Nie żałuj umarłych (autor: Graham Masterton, Karolina Mogielska; w: Martwce – antologia wampiryczna; wyd. Planeta Czytelnika)[20]
- Vragovesti. Siewcy kaźni (autor: Milan Kovačević; wyd. Planeta Czytelnika)[21]
- Alter Ego Inc. (autor: Goran Skrobonja; w: Exterra – antologia science fiction; wyd. Planeta Czytelnika)[22]
- Re-animator (autor: Jeff Rovin(inne języki); wyd. Planeta Czytelnika)[23]
- Syreni śpiew (autor: Graham Masterton, Karolina Mogielska; w: Kipiel – Antologia morska; wyd. Planeta Czytelnika)[24]
- Bezdeń (autor: Yog; w: Kipiel – Antologia morska; wyd. Planeta Czytelnika)[25]
- Za zasłoną mgły (autor: Milan Simić; w: Kipiel – Antologia morska; wyd. Planeta Czytelnika)[26]